# Флорида (Мисури)
Вижте пояснителната страница за други значения на Флорида.
Фло̀рида (на английски: Florida) е село в окръг Монро, щат Мисури, Съединени американски щати. Разположено е на брега на езерото Марк Твен, на 40 km югозападно от град Ханибал. При преброяването от 2000 населението му е 9 души.
Флорида е известно като родното място на писателя Марк Твен (1835-1910).
1. ↑  data.census.gov //   Посетен на 1 януари 2022 г.